# Präzession
Die Präzession bezeichnet die Richtungsänderung, die die Rotationsachse eines rotierenden Körpers (Kreisel) ausführt, wenn eine äußere Kraft ein Drehmoment senkrecht zu dieser Achse ausübt. Dabei beschreibt die Rotationsachse einen Umlauf auf dem Mantel eines gedachten Kegels mit fester Kegelachse. Anschaulich zeigt sich die Präzession beim Tischkreisel, der trotz Schiefstellung nicht umkippt, solange er – schnell genug – rotiert.
Speziell in der Astronomie ist mit Präzession die Richtungsänderung der Erdachse gemeint, die eine Folge der Massenanziehung des Mondes und der Sonne in Verbindung mit der Abweichung der Erdfigur von der Kugelform ist.
Die Erdachse beschreibt dabei in guter Näherung einen Kegel, dessen Achse rechtwinklig auf der Ebene der Ekliptik steht; der halbe Öffnungswinkel des Kegels ist gleich der Schiefe der Ekliptik von etwa 23,5°, und die Umlaufdauer beträgt ca. 25.800 Jahre. Damit dreht sich zugleich auch die Ebene des Äquators, auf der die Erdachse stets rechtwinklig steht, so dass die Richtung des Frühlingspunktes, in der sich der Äquator mit der Ekliptik schneidet, in der Ekliptik um rund 50″ pro Jahr voranschreitet. Daraus leitet sich die Bezeichnung Präzession (lateinisch für ‚Voranschreiten‘) her.

## Grundlagen

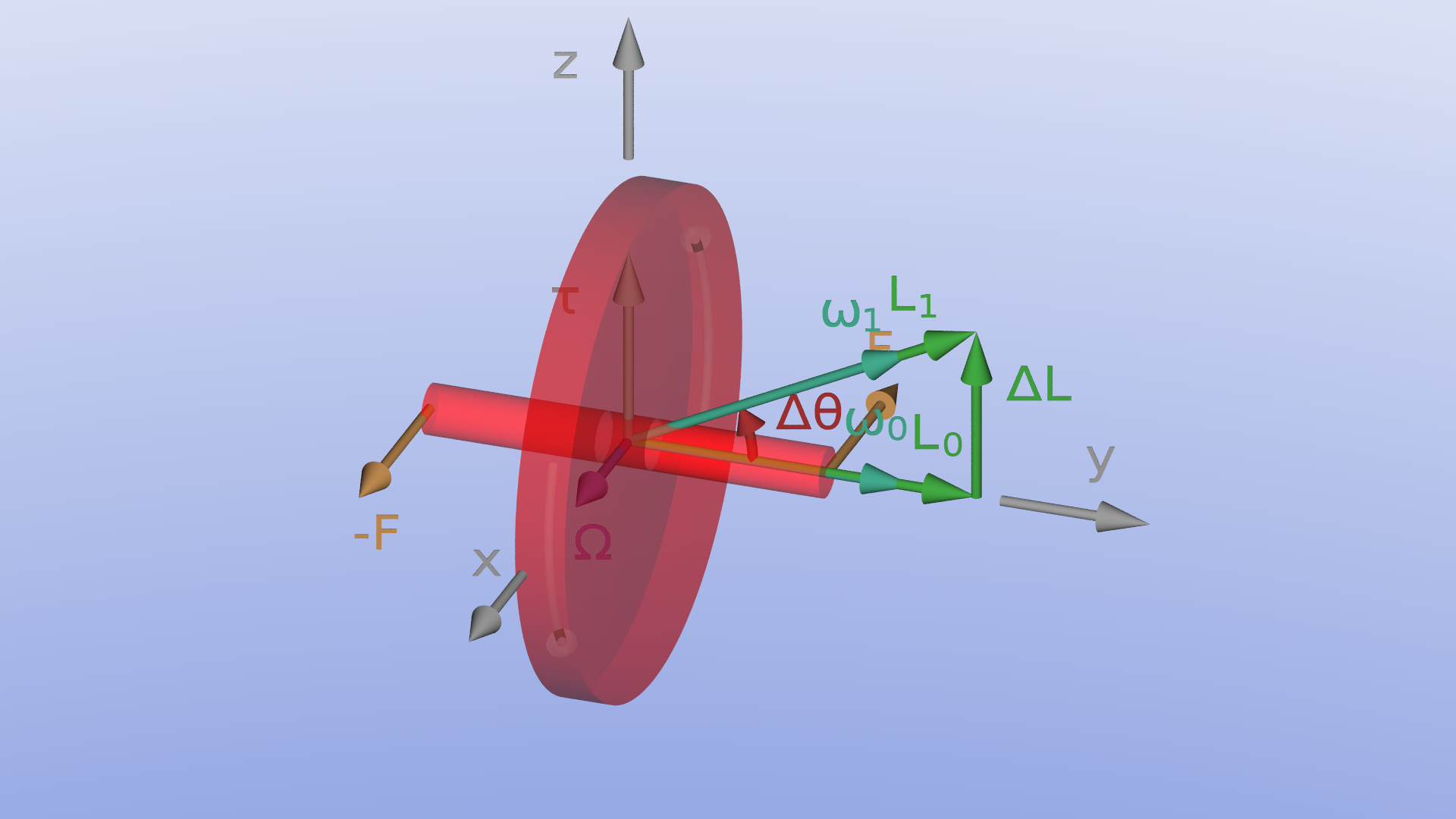
Kippen eines Kreisels (Drehmoment τ, Ω = ω_{P})

Übt man auf einen rotierenden Kreisel ein Drehmoment aus, so weicht der Kreisel stets senkrecht zu der Richtung aus, die man erwarten würde, wenn der Kreisel nicht rotieren würde. Kurz als Merksatz formuliert: „Kreiselachse jagt Momentvektor.“ Bei einem konstant einwirkenden Drehmoment ergibt sich die oben genannte Präzession.
Nachfolgend wird der Zusammenhang zwischen der Winkelgeschwindigkeit der Präzessionsbewegung der Drehachse eines schweren Kreisels und der Winkelgeschwindigkeit seiner Eigenrotation hergeleitet. 	

Tischkreisel (Drehmoment τ, Gewichtskraft F_{g}, Auflagekraft −F_{g})

Es sei ein rotierender symmetrischer Tischkreisel angenommen, der schräg steht. Aufgrund seiner Masse wirkt auf den Schwerpunkt des Kreisels die Gewichtskraft {\displaystyle {\vec {F}}_{g}=m{\vec {g}}} und eine gleich große entgegengerichtete Kraft am Auflagepunkt. Für den Betrag des daraus resultierenden Drehmoments {\displaystyle {\vec {M}}={\vec {r}}\times {\vec {F}}_{g}} gilt
{\displaystyle M=|{\vec {r}}\times {\vec {F}}_{g}|=m\,g\,r\,\sin \alpha }.
Dabei gibt {\textstyle \alpha } den Winkel zwischen Rotationsachse und Schwerkraft an, r ist der Abstand zwischen Auflagepunkt und Schwerpunkt des Kreisels sowie m die Masse und g die Erdbeschleunigung.
Es ist bekannt, dass schief stehende Kreisel den charakteristischen Präzessionskegel mit der Kegelachse längs der Schwerkraft überstreichen. Bei einem symmetrischen Kreisel liegen Rotationsachse, Figurenachse und Drehimpuls parallel und kreisen alle mit derselben Winkelgeschwindigkeit um eine Kegelachse, die parallel zur Präzessionsfrequenz {\textstyle {\vec {\omega }}_{\text{P}}} und antiparallel zur Schwerkraft ausgerichtet ist. Die zeitliche Änderung des um {\textstyle {\vec {\omega }}_{\text{P}}} kreisenden Drehimpulses {\displaystyle {\vec {L}}} ist gegeben durch (siehe Zeitableitung in beschleunigtem Bezugssystem)
{\displaystyle {\frac {\mathrm {d} {\vec {L}}}{\mathrm {d} t}}={\vec {\omega }}_{\text{P}}\times {\vec {L}}.}
Nach dem Drallsatz muss dieses gleich dem äußeren Drehmoment {\displaystyle {\vec {M}}={\vec {r}}\times {\vec {F}}_{g}} sein, d. h. für die Beträge muss entsprechend gelten {\displaystyle |{\vec {\omega }}_{\text{P}}\times {\vec {L}}|=|{\vec {r}}\times {\vec {F}}_{g}|}. Mit {\displaystyle |{\vec {\omega }}_{\text{P}}\times {\vec {L}}|=L\,\omega _{\text{P}}\,\sin \alpha } folgt durch Umstellen
{\displaystyle {\begin{aligned}L\,\omega _{\text{P}}\,\sin \alpha &=m\,g\,r\,\sin \alpha \\\Leftrightarrow \omega _{\text{P}}&={\frac {m\,g\,r}{L}}\\&={\frac {m\,g\,r}{I_{\text{S}}\,\omega _{\text{S}}}}.\end{aligned}}}
Dabei stellt IS das Trägheitsmoment dar und ωS die Winkelgeschwindigkeit des Kreisels. Diese Formel gilt näherungsweise für {\displaystyle \omega _{\text{S}}\gg \omega _{\text{P}}}.
Die resultierende Winkeländerung pro Zeit wird bei der Rotation der Erde als Präzessionskonstante bezeichnet.

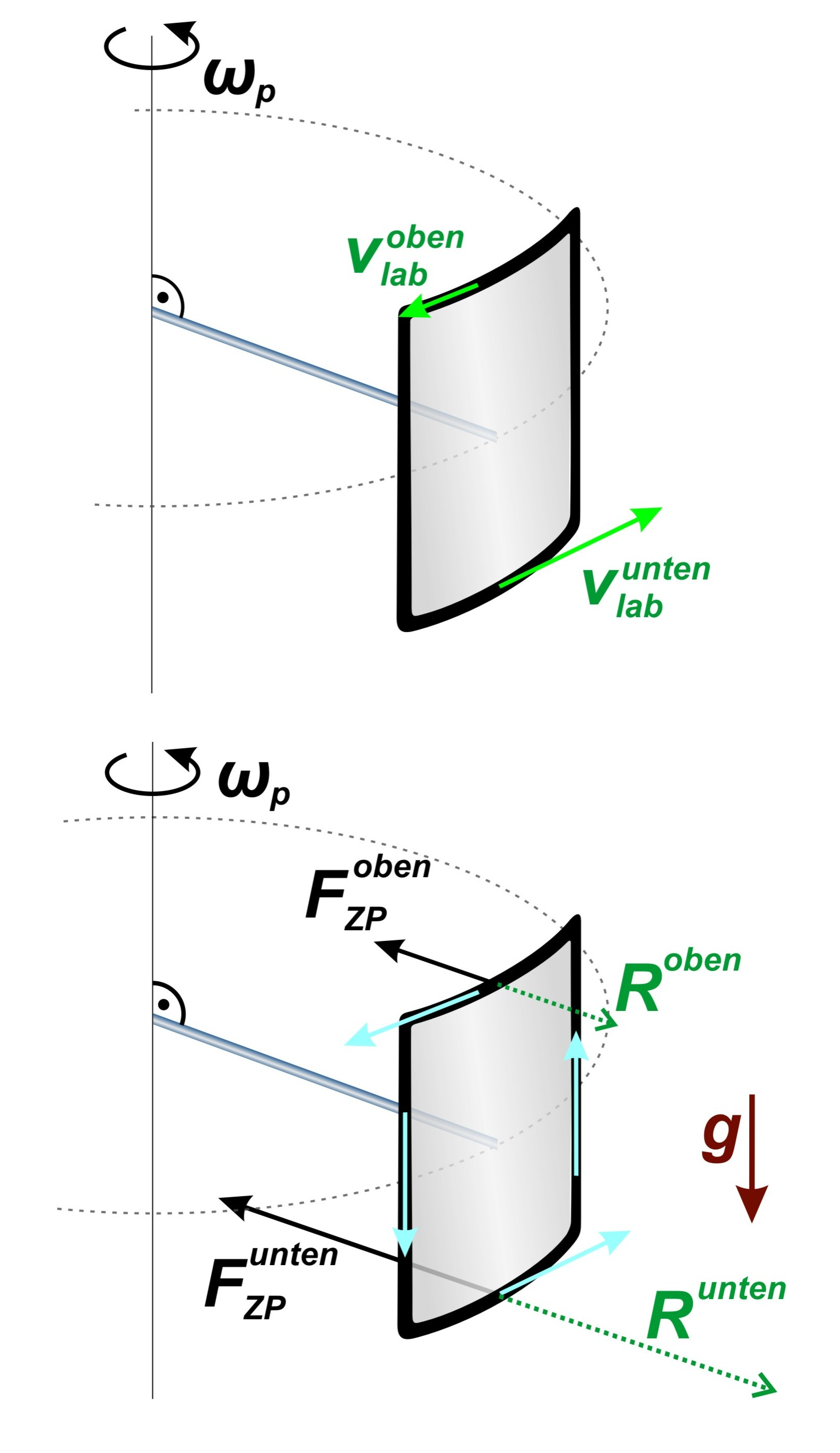
Quadratradmodell, F_{ZP} Zentripetalkraft, R Gegenkraft der Zentripetalkraft, v_{lab} Flussgeschwindigkeit im Laborsystem

Die Präzession kann intuitiv unter Berücksichtigung des Quadratradmodells verstanden werden. Angenommen, wir ersetzen den Reifen eines sich drehenden und präzedierenden Rades (des Kreisels), das an einem der Enden seiner Rotationsachse aufgehängt ist, durch den Fluss einer idealen, schweren und inkompressiblen Flüssigkeit mit Stromlinien, die genau parallel zum Reifen verlaufen. Auf diese Weise können wir den gleichen Drehimpuls wie mit einem sich drehenden Rad erzeugen, während die Strömungsschleife in die Form eines Quadrats (oder eines leicht gebogenen Quadrats) gebracht werden kann. Die absolute Geschwindigkeit der Strömung ist im unteren Quadratradsegment höher als im oberen Quadratradsegment, da sich im unteren Segment die Geschwindigkeit der Präzession und der Strömung addieren, während sie sich im oberen Segment subtrahieren. Daher haben die Zentripetalkräfte, die das Fluid auf der gekrümmten Flugbahn halten, einen größeren Wert im unteren und einen kleineren Wert im oberen Segment. Das Drehmoment, das „den Kreisel schweben lässt“, entsteht durch die Gegenkräfte der Zentripetalkräfte.

## Präzession der Erdachse

### Prinzip und Beschreibung

Gezeitenkräfte von Mond und Sonne (rot) auf Erdellipsoid

Präzessionsbewegung (P)
der Erdachse (R)
mit (stark überzeichneter) Nutation N

Die Erde hat keine exakte Kugelform, sondern infolge ihrer Rotation annähernd die Form eines abgeplatteten Ellipsoids (Erdellipsoid): Der Äquatorradius ist um rund ein Dreihundertstel oder 21,4 km größer als die Entfernung der Pole vom Erdmittelpunkt. Dieser Äquatorwulst (englisch equatorial bulge) bewirkt, dass die Gezeitenkräfte von Mond und Sonne ein Drehmoment erzeugen, das die Erdachse aufzurichten versucht und zur Präzession der Erdachse führt (lunisolare Präzession, in der Zeichnung mit P markiert).
Die Erdachse vollführt dadurch einen Kegelumlauf um eine Achse, die rechtwinklig auf der Ebene der Ekliptik steht. Der (nahezu) konstante Winkel zwischen der Erdachse und der Achse des Kegels ist die Schiefe der Ekliptik; er beträgt derzeit etwa 23,44°. Ein voller Umlauf dieser Präzessionsbewegung der Erdachse dauert etwa 25.700 bis 25.850 Jahre. Dieser Zeitraum wird Zyklus der Präzession (auch Platonisches Jahr) genannt und durch die Präzessionskonstante beschrieben.
Auch die Ebene der Mondbahn, die gegenüber der Ebene der Ekliptik um rund 5° geneigt ist, weist eine Präzessionsbewegung auf; das heißt, ihr Normalenvektor beschreibt einen Kegelumlauf um den Normalenvektor der Ekliptik. Die dadurch verursachte Änderung des Drehmoments hat ebenfalls eine Auswirkung auf die Richtungsänderung der Erdachse: Dem kegelförmigen Präzessionsumlauf überlagert sich eine periodische Abweichung mit einer Amplitude von 9,2″ und einer Periode von 18,6 Jahren (siehe auch Mondbahn / Drehung der Knotenlinie). Diese nickende Bewegung der Erdachse heißt Nutation; in der Zeichnung ist sie mit N bezeichnet. Daneben gibt es noch weitere Nutationsanteile mit kürzeren Perioden und Amplituden unter 1″. (Der hier verwendete astronomische Begriff der Nutation ist nicht identisch mit dem in der Mechanik verwendeten Begriff der Nutation in der Kreiseltheorie.)

### Auswirkungen
Zusammen mit dem Kegelumlauf der Erdachse dreht sich auch die zur Erdachse rechtwinklig liegende Ebene des Äquators. Dabei dreht sich die zum Frühlingspunkt gerichtete Gerade, in der sich der Äquator mit der Ekliptik unter dem Winkel von derzeit etwa 23,44° schneidet, auf der Ekliptik mit derselben Umlaufdauer von rund 25.800 Jahren im Uhrzeigersinn (bei Betrachtung aus der Richtung des nördlichen Poles). Seine Winkelgeschwindigkeit von 360° in 25.800 Jahren oder rund 50″ pro Jahr ist die Präzessionskonstante.

#### Veränderliche Sternörter
Der Frühlingspunkt bzw. die durch ihn bestimmte Äquinoktiallinie ist eine Bezugsachse sowohl des äquatorialen als auch des ekliptikalen Koordinatensystems. Infolge der Präzession ändern sich somit allmählich die räumlichen Orientierungen dieser beiden Koordinatensysteme und damit auch die auf das äquatoriale System bezogenen Koordinaten der Fixsterne. Dieser Effekt ist schon seit über zweitausend Jahren bekannt. Der griechische Astronom Hipparchos verglich etwa um 150 v. Chr. die Sternörter seines neu gemessenen Kataloges mit den Daten aus mehrere hundert Jahre alten Aufzeichnungen und stellte Unterschiede fest. Die Babylonier dürften das Phänomen der Präzession schon etwa 170 Jahre früher als Hipparchos entdeckt haben. Jedoch hat erst Nikolaus Kopernikus im 16. Jahrhundert die Neigung der Erdachse und ihre Bewegung als Ursache für die Verschiebung des Frühlingspunkts erkannt.

#### Definition eines Jahres
Die Präzession der Erdachse wirkt sich auch auf die Definition eines Jahres aus. Allgemein versteht man unter einem Jahr den Zeitraum, in dem die in der Ekliptik umlaufende Gerade von der Sonne zur Erde (oder von der Erde zur Sonne) ihre Richtung um 360° ändert (gegen den Uhrzeigersinn, bei Betrachtung aus der Richtung des nördlichen Poles).
- Beim siderischen Jahr wird diese Richtungsänderung auf eine Bezugsachse bezogen, die sich nicht entlang der Ekliptik bewegt.
- Beim tropischen Jahr ist die Bezugsachse dagegen der Frühlingspunkt, der sich aufgrund der Präzession der Erdachse mit einer Winkelgeschwindigkeit von 50″ pro Jahr im Uhrzeigersinn auf der Ekliptik verlagert.

Daher ist der zurückzulegende Winkel für die Gerade von der Erde zur Sonne relativ zum Frühlingspunkt etwas geringer und damit ein tropisches Jahr etwas kürzer als ein siderisches Jahr.
Weil der Frühlingspunkt innerhalb von 25.800 Jahren einen Umlauf von 360° ausführt, ist in diesem Zeitraum die Anzahl der Umläufe der Geraden von der Erde zur Sonne relativ zum Frühlingspunkt um 1 größer als relativ zu einer festen Bezugsachse. Die Differenz zwischen einem tropischen und einem siderischen Jahr summiert sich also in 25.800 Jahren zu einem ganzen Jahr; folglich ist ein tropisches Jahr um ein 25.800stel Jahr ≈ 20 Minuten kürzer als ein siderisches Jahr.
Für die Jahreszeiten auf der Erde ist nicht die Richtung der Sonne in Bezug auf ein absolut festliegendes Koordinatensystem, sondern in Bezug auf das äquatoriale Koordinatensystem maßgeblich, dessen polare Achse die präzedierende Erdachse ist; so ist etwa der Frühlingsanfang immer dann, wenn die Sonne in der Richtung des Frühlingspunktes steht, ungeachtet dessen, dass dieser sich langsam bewegt. Deshalb ist das Kalenderjahr durch die geltende Schaltjahrsregelung so festgelegt, dass es sich im langfristigen Mittel gut an das tropische Jahr anpasst.

#### Verschiedene Sterne als Polstern
Gegenwärtig zeigt die Erdachse fast genau in Richtung des hellsten Sterns im Sternbild Kleiner Bär (α UMi), der daher auch Polarstern oder Polaris genannt wird. Als Folge der Erdrotation dreht sich der Himmel scheinbar und Polaris beschreibt während eines siderischen Tages von knapp 24 Stunden wie alle anderen Fixsterne einen Kreis um den nördlichen Himmelspol, allerdings einen sehr kleinen. Doch ändert sich dessen Durchmesser im Laufe der Zeit, da sich die Lage der Erdachse und mit ihr eines Himmelpols infolge der Präzession verändert.
In etwa 13.000 Jahren wird der nördliche Himmelspol sich von Polaris ziemlich weit entfernt haben und nahe einem anderen hellen Stern liegen, der Wega als dem hellsten Stern im Sternbild Leier (α Lyr). Dieser Stern wird dann ungefähr auf den nördlichen Himmelspol zeigen und damit als Polstern dienen können. Von den derzeit zirkumpolaren Sternen werden einige von Mitteleuropa aus nicht mehr jede Nacht beobachtbar sein. Weitere 13.000 Jahre später wird der nördliche Himmelspol wieder nahe bei Polaris liegen. Eingezeichnet auf einer Sternkarte beschreiben diese präzessionsbedingten Verlagerungen des Himmelspols einen Kreis um den Ekliptikpol, sofern die Schiefe der Ekliptik in etwa gleich bleibt.

#### Einfluss auf die Kaltzeiten?
Im Rahmen der Milanković-Zyklen gibt es einen Einfluss der Präzession auf die Eiszeiten, über dessen Ausmaß aber noch Unklarheit herrscht.